# Eighting
Eighting Co., Ltd. (также 8ing/Raizing, Eighting/Raizing, Raizing, Eighting или 8ing) — японская компания, разработчик видеоигр. В основном известна своими играми в жанрах скролл-шутер и файтинг.
Raizing стала одной из нескольких компаний, созданных бывшими сотрудниками Toaplan, известного разработчика скролл-шутеров для аркадных игровых автоматов, после его закрытия. Другими компаниями были Cave, Takumi и Gazelle. Все они продолжили выпускать скролл-шутеры, в частности их маниакальную разновидность. Raizing продолжала использовать аркадное оборудование Toaplan спустя годы после её закрытия.
В компании также работают несколько бывших сотрудников другого крупного разработчика скролл-шутеров, Compile. В частности, это разработчики игры Musha Aleste, включая Юити Тояму.
В октябре 2000 года подразделение Raizing вошло в состав Eighting, и с тех пор компания прекратила выпуск аркадных скролл-шутеров, сконцентрировавшись на рынке игр для игровых консолей. Синобу Ягава, дизайнер и программист, работавший над рядом скролл-шутеров компании, включая Battle Garegga и Battle Bakraid, перешёл в компанию Cave.

## Список игр

### Игры Raizing
- Sorcer Striker (1993)
- Panic Bomber (1994) (совместно с Hudson Soft; Neo-Geo)
- Kingdom Grand Prix (1994)
- Battle Garegga (1996)
- Terra Diver (Sega STV; 1996)
- Bloody Roar (совместно с Hudson Soft; Sony ZN1; 1997)
- Armed Police Batrider (1998)
- Battle Bakraid (указана как 8ing; 1999)
- Bloody Roar 2 (совместно с Hudson Soft; Sony ZN1; 1999)
- Oh! Bakyuuun (1999/2000)
- Dimahoo (издана Capcom; Capcom CPS 2; 2000)
- 1944: The Loop Master (совместно с Capcom; CPS 2; 2000)
- Brave Blade (издана Namco; Sony ZN1; 2000)
- Golgo 13 (издана Namco; 1999)
- Golgo 13 - Kiseki no Dandou (издана Namco; 2000)
- Golgo 13 - Juusei no Requiem (издана Namco; указана как 8ing; 2001)

### Игры Eighting
- Bloody Roar 3 (совместно с Hudson Soft; Namco System 246; 2001)
- Kuru Kuru Kururin (Game Boy Advance; 2001)
- Kururin Paradise (Game Boy Advance; 2002)
- Naruto: Clash of Ninja (совместно с Tomy; GameCube; 2002)
- Bloody Roar 4 (совместно с Hudson Soft; 2003)
- Naruto: Clash of Ninja 2 (совместно с Tomy; GameCube; 2003)
- Kururin Squash! (GameCube; 2004)
- Naruto: Gekitou Ninja Taisen 3 (совместно с Tomy; GameCube; 2004)
- Bleach: Heat the Soul (издана SCEI; PlayStation Portable; 2005)
- Bleach: Heat the Soul 2 (издана SCEI; PlayStation Portable; 2005)
- Konjiki no Gash Bell!! Go! Go! Mamono Fight!! (GameCube; 2005)
- Zatch Bell! Mamodo Battles (GameCube; 2005)
- Naruto: Gekitou Ninja Taisen 4 (совместно с Tomy; GameCube; 2005)
- Bleach: Heat the Soul 3 (издана SCEI; PlayStation Portable; 2006)
- Tekken 5: Dark Resurrection (совместно разработана и издана Bandai Namco; PlayStation Portable; 2006)
- Battle Stadium D.O.N (издана Bandai Namco; GameCube, PlayStation 2; 2006)
- Bleach: Heat the Soul 4 (издана SCEI; PlayStation Portable; 2007)
- Dragon Quest Swords (планирование Genius Sonority, дизайн игры Armor Project, издана Square-Enix; Wii; 2007)
- Fate/unlimited codes (концепция Type-Moon; 2008)
- Bleach: Heat the Soul 5 (издана SCEI; PlayStation Portable; 2008)
- Castlevania Judgment (совместно разработана и издана Konami; Wii; 2008)
- Tatsunoko vs. Capcom: Cross Generation of Heroes (издана Capcom; Аркадный автомат, Wii; 2008)
- Kamen Rider: Dragon Knight (издана D3 Publisher; Wii; 2009)
- Naruto Shippuden: Dragon Blade Chronicles (совместно разработана Tomy; Wii; 2009)
- Dragon Quest: Monster Battle Road Victory (разработана совместно с Armor Project, издана Square Enix; Wii; 2010)
- Marvel vs. Capcom 3: Fate of Two Worlds/Ultimate Marvel vs. Capcom 3 (совместно разработана и издана Capcom; PlayStation 3, Xbox 360; 2011)
- Monster Hunter 3 Ultimate (совместно разработана и издана Capcom; 3DS; 2011)[2]
- Kamen Rider: Battride War (издана Namco Bandai Games; PlayStation 3; 2013)
- Zoids Wild: Infinity Blast (издана Takara Tomy; Nintendo Switch; 2020)